# بي1 سينتاورو

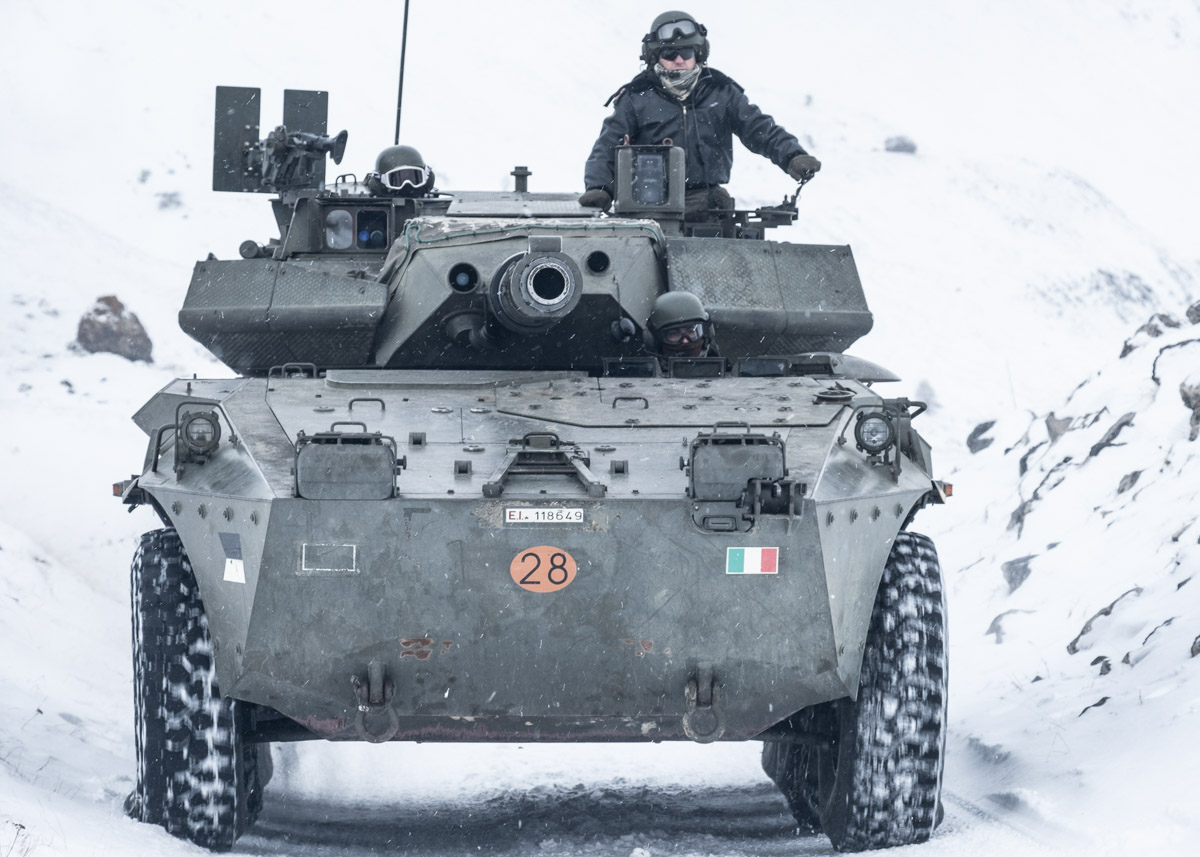
سينتاورو

سينتاورو (بالإيطالية: Centauro)‏ هي مدمرة دبابات ذات عجلات مصممة للدفاع الخفيف والمتوسط عن الأرض والاستطلاع التكتيكي.[هل المصدر موثوق به؟] طورتها مجموعة من المصنعين، مجموعة فيات إيفيكو - أوتو ميلارا. كلفت شركة فيات ايفيكو بتطوير الهيكل ونظم الدفع في حين قامت اوتو ميلارا بتطوير الأبراج ومنظومات الأسلحة.

## روابط خارجية
- Official website
- Armour.ws
- FAS.org
- Globalsecurity.org